# Facklor (motmedel)
Facklor är motmedel som fälls eller skjuts ut från flygplan eller andra fordon som till exempel fartyg för att avleda fientliga robotar med infraröd målsökare. En enskild fackla består av en patron som är försedd med lys- och värmesats, normalt bestående av magnesium eller något annat ämne som brinner med hög temperatur vilket ska imitera värmen från flygplanets eller fartygets motor och därmed vilseleda den fientliga roboten. 
Vid användning skjuter fordonet i fråga ut flera tiotal till hundratal facklor under en kortare period vilket följs av en undvikande manöver. Detta görs i hopp om att den fientliga värmesökande roboten ska tappa låsningen och istället följa en fackla. Utskjutningsriktningen bör vara anpassad till den riktning som roboten närmar sig från så att roboten inte kommer nära målet.
En svårighet med tidiga facklor var att facklan brann med högre temperatur än flygplanet- eller fartygets motorer. Avancerade målsökare kunde därför skilja på riktiga mål och facklor. Moderna facklor har därför utvecklats så att de har ett bredare våglängdsspektrum och även avger strålning av samma våglängd (temperatur) som fordonet i fråga. 

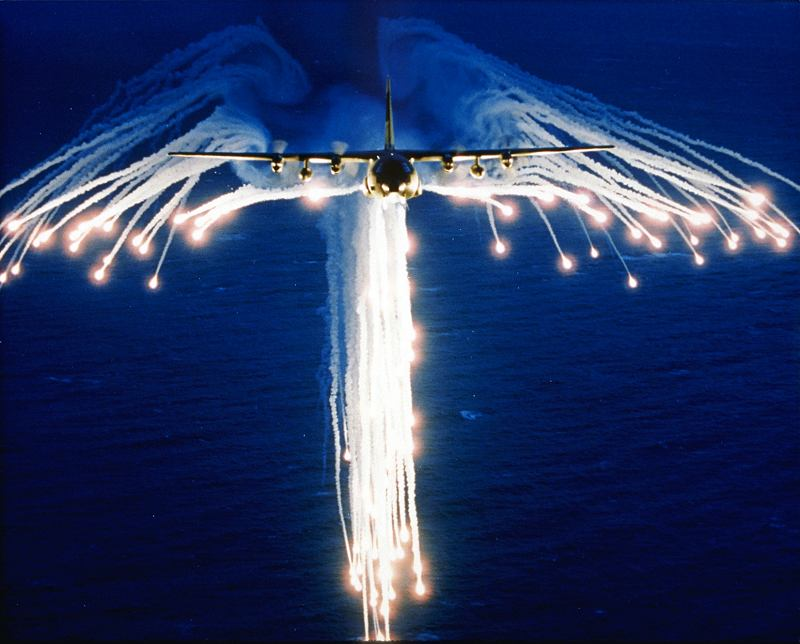
Ett Hercules-plan som fäller facklor. Denna manövern kallas dödsängeln.
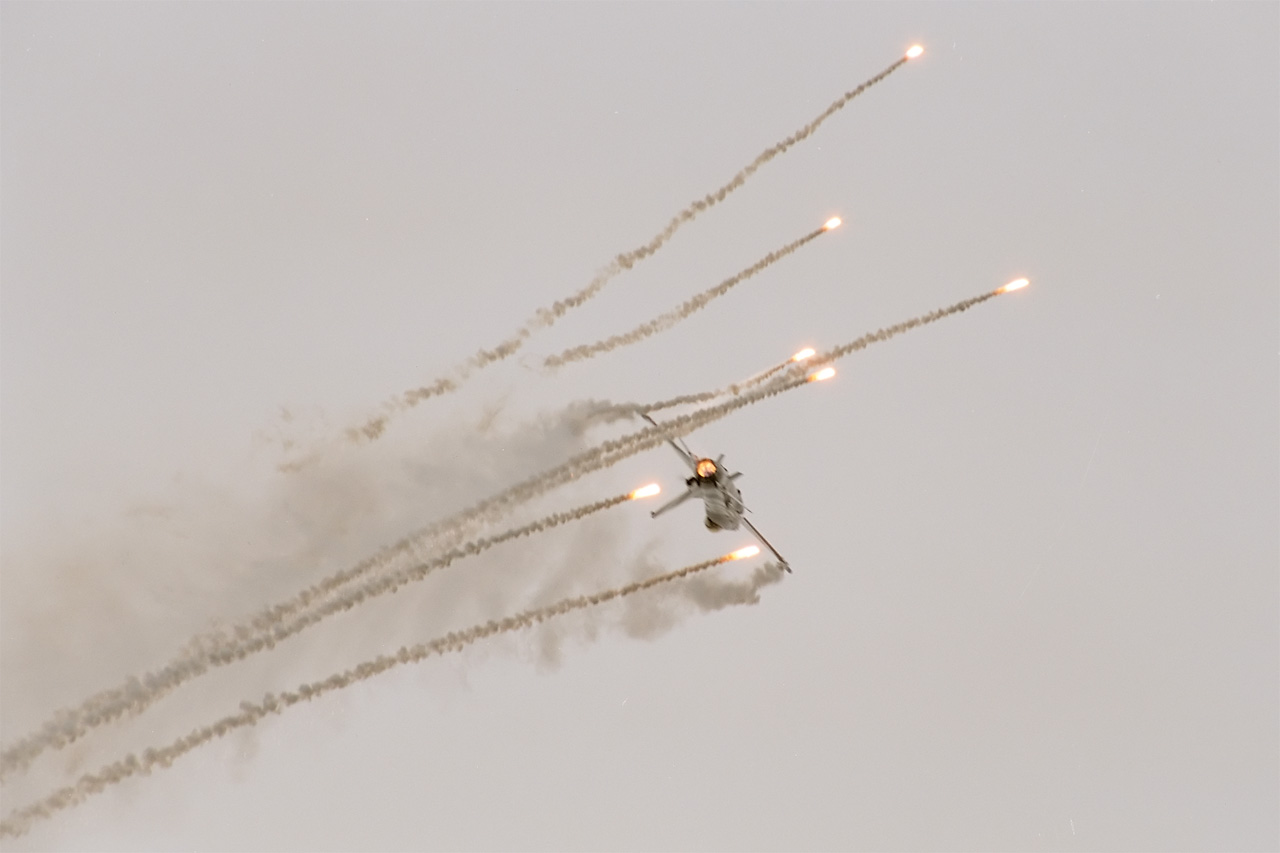
En F-16 från Nederländernas flygvapen fäller facklor under en uppvisning i Polen.
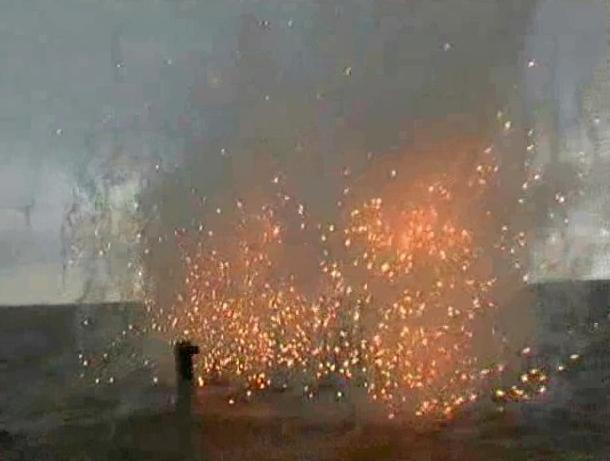
Korvett av Stockholmsklass under motmedelsinsats
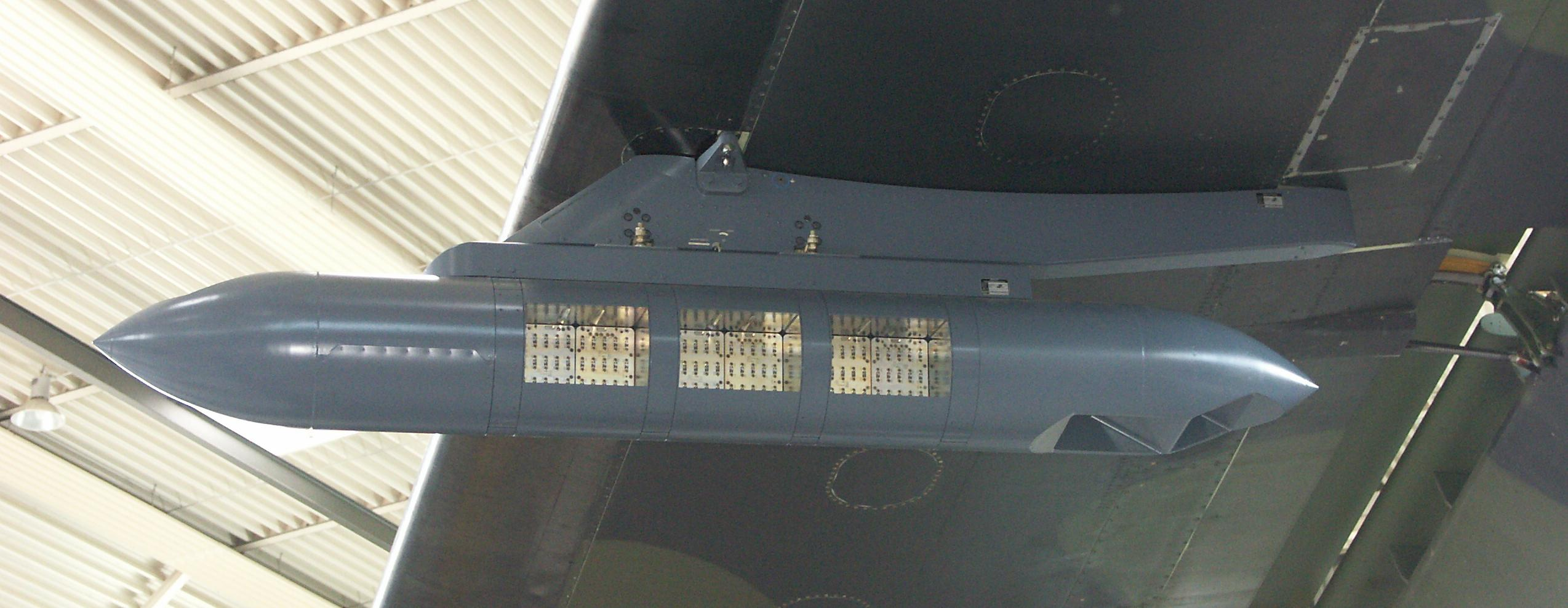
Rems- och fackelfällare på ett Transall C-160 flygplan.

## Vidare motmedel (begreppträd)
- Motmedel
  - IR-störning(en)
    -  Facklor (IR-facklor)

  -  Radarstörning
    -  Remsor (radarremsor)